# タコ・リバティ・ベル
タコ・リバティ・ベル（英: Taco Liberty Bell）とは、1996年4月1日にアメリカ合衆国のファーストフードチェーン、タコベルが発表した自由の鐘（リバティ・ベル）の新名称である。この日、タコベルは鐘の購入と新名称への改名を発表、国家の記念物が一企業に売却されるという事態に抗議が殺到した。実際には発表はエイプリルフールの冗談であり、企業名の浸透を目的とした宣伝活動の一環であった。

## 事件
1996年4月1日、タコベルはアメリカの新聞各紙に全面広告を出し、政府の債務削減に協力するため、タコベルが自由の鐘（リバティ・ベル）を購入、「タコ・リバティ・ベル」に改名する、と発表した。広告に加えてタコベルはプレスリリースを出し、従来使用してきたロゴマークも自由の鐘を用いたものに置き換える、と述べた。タコベルは正午に追加でプレスリリースを出し、一連の発表が冗談であることが明らかになったが、それまでの間、大量の抗議が殺到した。ホワイトハウス報道官のマイク・マカリーはこの件について、「連邦政府は同様の施策を推進していく。リンカーン記念館もフォード・モーターに売却され、リンカーン・マーキュリー記念館と改名される予定だ。」（「リンカーン」「マーキュリー」はともにフォードの車種名）と述べた。
なお自由の鐘は連邦政府ではなくフィラデルフィア市の管轄であるため、実際には連邦政府が鐘を売却することはありえない。

## 背景
タコベルは当時、事件の前年に導入した低脂肪メニュー「Border Lights」の失敗により業績不振が続いていた。経営陣は対策としてメニューの組み換えに加え、"Nothing Ordinary About It"と題した大規模な広告キャンペーンを展開し、企業イメージの回復を図ろうとしていた。このキャンペーン開始にあたり、消費者の関心を引くために企画されたのが「タコ・リバティ・ベル」の広告である。エイプリルフールに何かやっては、と提案したのはタコベルCEOであったジョン・マーティンの母親で、前年末にアメリカ政府が財政問題から政府閉鎖を余儀なくされ、自由の鐘も観覧できなくなったことから、この問題と絡めた広告が企画された。

## 影響
発表が引き起こした騒動は、宣伝活動として成功したとみなされている。広告を企画したPR会社であるPainePR社の創立者、デイヴィッド・ペインは「自分がかかわった中でも最高の成果だった」と評した。広告に要した費用は30万ドルに過ぎなかったが、2500万ドルを投じたに等しい宣伝効果を発揮し、タコベルの売り上げは4月の最初の2日間だけで100万ドルの増加という結果を出した。しかし後にペインは「当時よりはるかに疑い深くなっているのが昨今の風潮だ。同じようなことをやっても成功しないだろう」と述べた。
マーケティングの専門家トーマス・L・ハリスは、この企画が当たった理由について「今日、何にでも企業のスポンサーがついている。こうした傾向が、国家の歴史的記念物を売却するという発表に信憑性を持たせることになった」と述べた。

## 掲載紙
各紙とも1996年4月1日付。
- ニューヨーク・タイムズ A13面
- ワシントン・ポスト A5面
- フィラデルフィア・インクワイアラー 22面
- ロサンゼルス・タイムズ A9面